# Conjunto de templos de Mahabodhi
El Templo Mahabodhi, Templo del Gran Despertar o Templo de la Gran Iluminación, es un templo budista situado en Bodhgaya o Bodh Gaya, a 96 km de Patna, estado de Bihar, India. Se alza en el lugar en que Siddhartha Gautama alcanzó la iluminación, convirtiéndose en Buda. Junto al templo hay un monasterio, el Bodhimanda Vihara, y crece la higuera sagrada bajo la que, según la tradición, ocurrió la iluminación. Fue declarado como Patrimonio de la Humanidad por la Unesco en el año 2002, abarcando un área protegida de 4'86 ha.

## Historia
De acuerdo con la tradición, en torno al 530 a. C. Siddharta, entonces un monje peregrino, llegó a las márgenes del río Falgu, cerca de la ciudad de Gaya. Allí se sentó en meditación bajo una higuera (Ficus religiosa), que pasó a ser conocida como el Árbol de Bodhi. después de tres días de meditación ininterrumpida, Siddharta alcanzó la iluminación y el final de su búsqueda. Entonces Buda pasó las siguientes siete semanas en varios lugares de la región, meditando y evaluando su experiencia, y estos lugares están relacionados con el Conjunto de templos de Mahabodhi. 
La primera semana la pasó debajo del árbol. La segunda permaneció de pie, contemplando ininterrumpidamente la higuera, en el lugar conocido como Stupa Animeshlocha o Santuario de la Vigilia, al este del Templo, donde existe una estatua con el Buda mirando fijamente la higuera. Después anduvo entre el árbol y la Stupa Animeshlocha, y en cada huella suya nacía una flor de loto. El recorrido es conocido hoy con el nombre de Ratnachakarma o Camino Precioso.

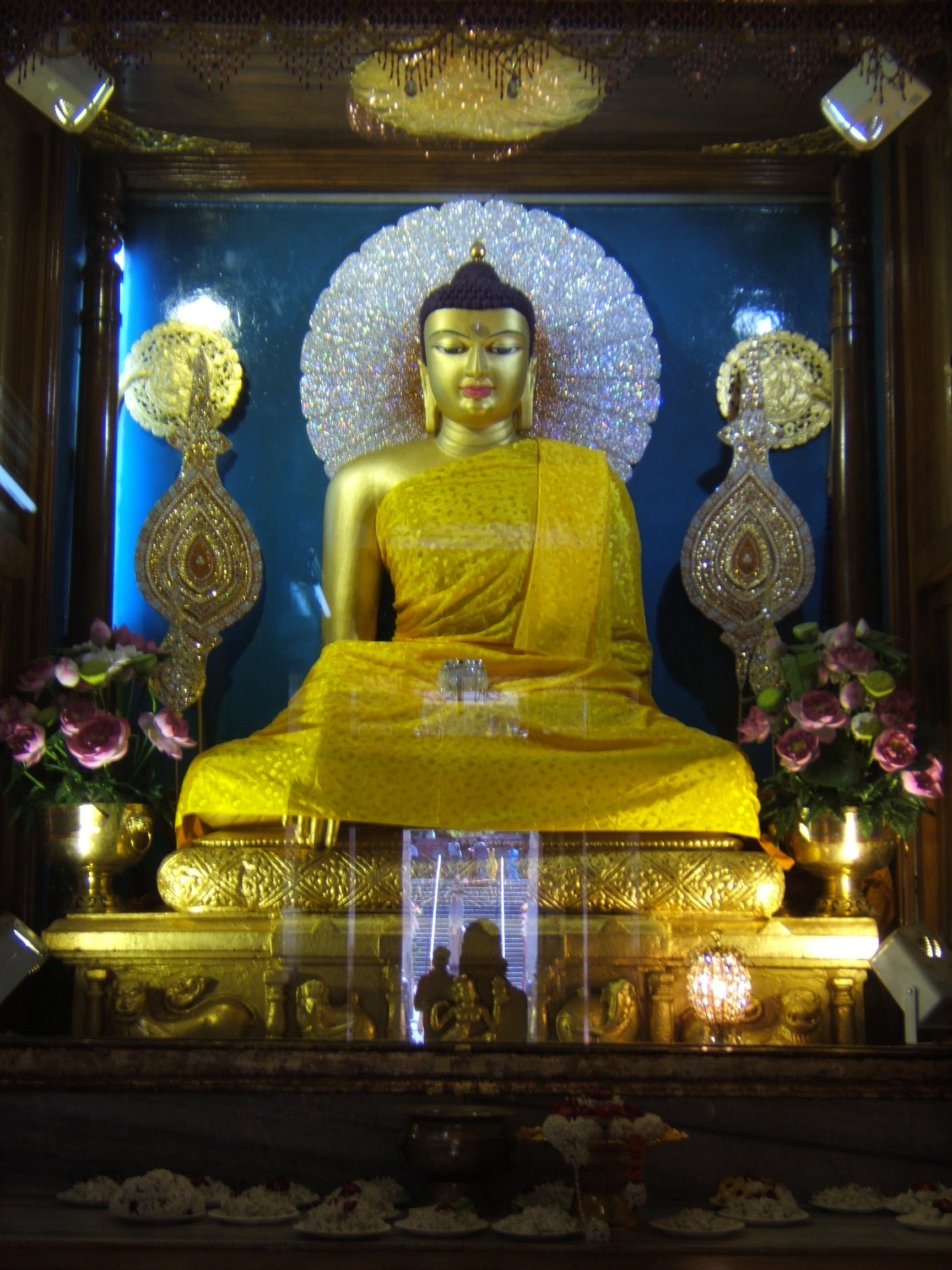
Figura de Buda en Mahabodhi.

En torno al 250 a. C. el Emperador budista Aśoka visitó Bodhgaya con la intención de establecer un monasterio y un santuario, también situó el lugar de la iluminación con un edificio llamado Vajrasana o Trono del Diamante.
En el período de las invasiones Hunas e Islámicas la región entró en declive, resurgiendo durante el Imperio Pala, que apoyaban el Budismo, entre los siglos VIII al XII. Después de la extinción de la dinastía, con los reyes Sena, seguidores del Hinduismo, se inició un nuevo período de abandono, acompañado de la reducción de la influencia del Budismo en la India. En el siglo XVI fue fundado un monasterio hinduista en los alrededores, que pasó a reivindicar la posesión del área del antiguo templo.
En 1880 el entonces gobierno inglés de la India comenzó a realizar obras de restauración en el templo bajo la dirección de Sir Alexander Cunningham. Poco después el líder Budista de Sri Lanka Anagarika Dharmapala lanzó una campaña para que los Budistas pudiesen volver a controlar el templo, que los hindúes estaban administrando, encontrándose la oposición del jefe local (mahant). La campaña surtió efecto en 1949, parcialmente, cuando el control pasó de los Hindúes al gobierno de Bihar, que creó un comité de administración, que por ley debería ser mayoritariamente Hindú, siendo nombrado abad del templo Anagarika Munindra, un bengalí que fue activo en la Sociedad Maha Bodhi.

## Arquitectura

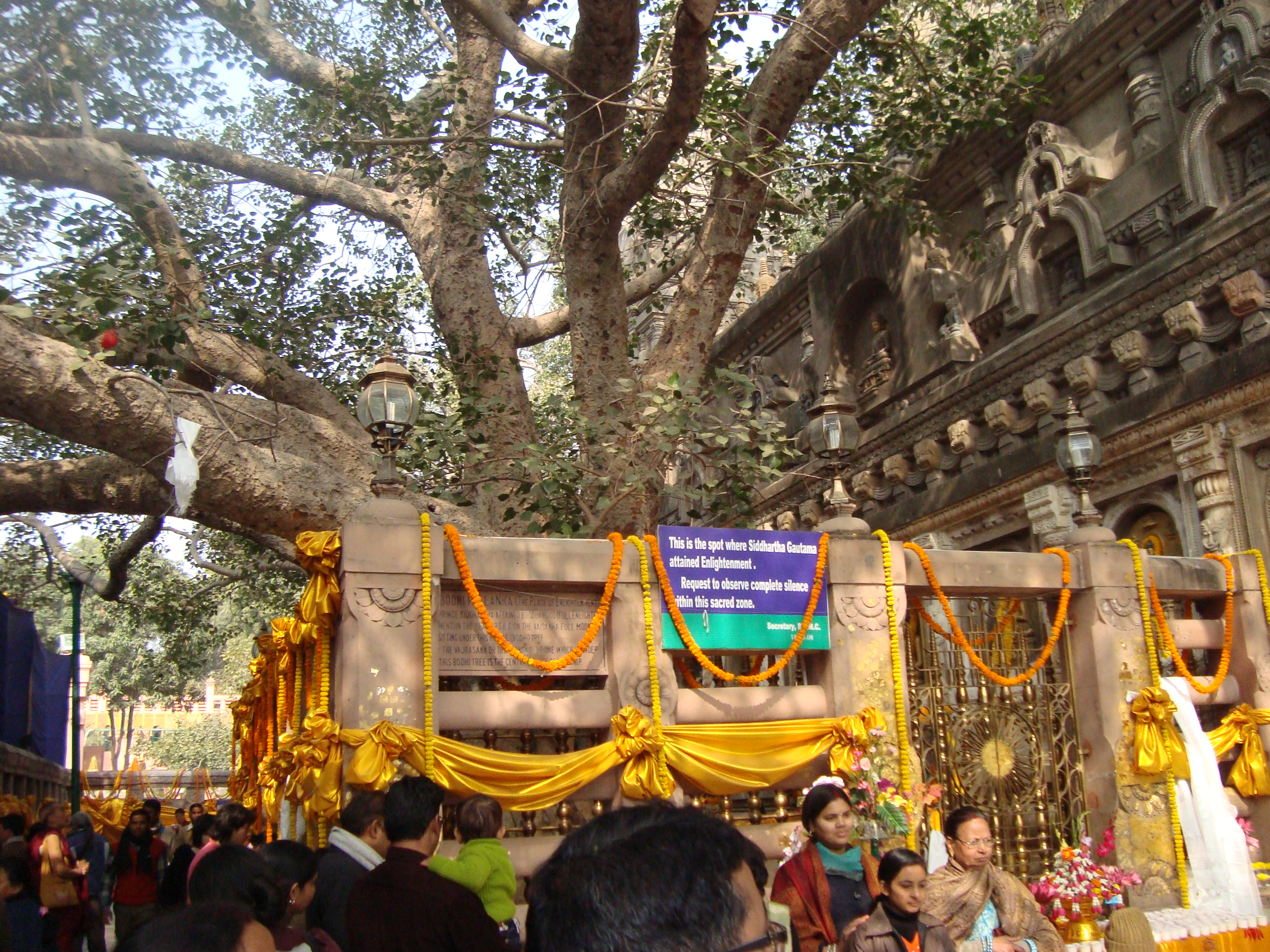
El Árbol de Bodhi.

El templo Mahabodhi fue construido de ladrillos, siendo una de las más antiguas estructuras de este tipo en la India, e influyó enormemente en el desarrollo posterior de la arquitectura religiosa en la región. Su torre central tiene 55 m de altura, y está rodeada de cuatro torreones menores, en el mismo estilo. El templo está rodeado de dos tipos de balaustradas de piedra en los cuatro lados. Uno de ellos, de arenisca, es el más antiguo, datado en torno al 150 a. C. El otro, con imágenes de dioses Hindúes como Lakshmī y Surya, es de granito rústico y data del  Imperio Gupta hacia el 300 - 600.

## Actualidad
A día de hoy el Templo Mahabodhi es propiedad del estado de Bihar, y está administrado por un cuerpo multinacional, formado por miembros indios y de otros países budistas, como Birmania, Bután, Camboya, Corea, Japón, Mongolia, Sikkim, Sri Lanka, Tailandia y un representante del dalái lama. Los hallazgos arqueológicos en el lugar son de propiedad india.